# Polynoncus juglans
Polynoncus juglans är en skalbaggsart som beskrevs av Brett C.Ratcliffe 1978. Polynoncus juglans ingår i släktet Polynoncus och familjen knotbaggar. Inga underarter finns listade i Catalogue of Life.